# Prokleta je Amerika
Prokleta je Amerika (srpski: Kroz prašume Južne Amerike) je srbijanski film iz 1992. godine. Režiju i scenarij odradio je Marko Marinković.

## Radnja
Gordana, novinarka iz Beograda vraća se sa zadatka u unutrašnjosti neobavljena posla. Na putu susreće Milenu, koja u putujućoj roštilj-prikolici obilazi sajame. Pošto je dečko maltretira ona odluči pobjeći s Gordanom. Njihov put je pun opasnosti i iskušenja.

## Uloge
| Glumac                   | Uloga                |
| ------------------------ | -------------------- |
| Vladislava Milosavljević | Gordana              |
| Dušanka Stojanović       | Milena               |
| Velimir Bata Živojinović | Kamiondžija Radovan  |
| Dubravko Jovanović       | Kamiondžija Trifke   |
| Milutin Mima Karadžić    | Milence              |
| Jovan Janićijević Burduš | Zapovjednik milicije |
| Predrag Milinković       | Inspektor            |
| Dejan Matić              | Konobar              |
| Ratko Tankosi            | Recepcioner          |